# Piața Progresul
Piața Progresul este un centru agroalimentar situat în cartierul Berceni, Sector 4.
Complexul cuprinde magazine de carne, lactate, ouă, produse țărănești naturale, două farmacii și multe altele.
Piața a fost reamenajată în anul 2013 de către Primăria Sectorului 4, astfel locul devenind unul civilizat, cu dotările necesare desfășurării activităților comerciale în condiții decente.